# Нижняя Язьва
Нижняя Язьва — деревня в Красновишерском районе Пермского края. Входит в состав Усть-Язьвинского сельского поселения.

## Географическое положение
Расположена на левом берегу реки Язьва, примерно в 15 км к юго-востоку от центра поселения, посёлка Усть-Язьва, и в 21 км к юго-западу от районного центра, города Красновишерск.

## Население
| 2010 |
| ---- |
| 69   |

## Улицы[2]
- Береговая ул.
- Верхняя ул.
- Центральная ул.

## Топографические карты
- Лист карты P-40-137,138 Курган. Масштаб: 1 : 100 000. Состояние местности на 1982 год. Издание 1988 г.